# AK-63突擊步槍
AK-63（在匈牙利軍隊中也被叫作AMM），是一款曾經由匈牙利國營的武器和機器製造廠（簡稱：FEG）生產的AKM突擊步槍衍生型。該槍目前仍然是匈牙利陸軍的制式步槍，同時也被匈牙利國防軍的其他兵種所使用。
AK-63取代了匈牙利軍隊原本裝備的AMD-65突擊步槍，後者除了配備槍管隔熱罩和一個前握把外，其餘跟AK-63大致相同。AMD-65自1965年開始便已在匈牙利軍隊服役，但軍方很快便意識到該槍存在著生產成本高，而且前握把又容易損壞等問題。故在1970年代後期，匈牙利國防部要求FEG生產一種以蘇聯AKM為原型的低成本步槍。1977年末，FEG推出AK-63，該槍隨即成為了匈牙利人民軍的制式步槍，但最初僅陸軍裝備。1978年，FEG推出了一款以AKMS為原型的摺疊式槍托衍生型，是為AK-63D。後來為了作出區別，配備木製固定槍托的版本被命名為AK-63F。
在匈牙利軍隊中，AK-63F和AK-63D分別被定名為AMM和AMMS。

## 特徵
AK-63F和D跟蘇聯製的AKM和AKMS十分相似，主要區別在於AK-63系列保留了來自AKM-63的垂直式手槍握把，該握把也缺乏AKM手槍握把具備的防滑凸紋。另外AK-63欠缺AK系列槍栓座筒特有的切痕，並在導氣管上設有散熱孔。還有，AK-63的木質部件跟AKM-63相同，色澤較鮮豔。

## 出口
冷戰時期和結束後，匈牙利當局曾將大量AK-63出口到許多東歐、中東、非洲和南美洲國家以賺取外貿。
伊拉克的薩達姆·海珊政權曾經是AK-63的首個大客戶，該國自1979年開始便從匈牙利購入大量AK-63以裝備伊拉克軍隊。這些步槍曾被伊拉克士兵在1980—1988年的兩伊戰爭期間使用。在該場戰爭中，伊拉克的敵人，伊朗也大量裝備AK-63，主要由伊朗伊斯蘭革命衛隊和一些民兵所使用。伊朗使用的AK-63很可能是從伊拉克士兵手上繳獲，因為前者並未曾向匈牙利大量購買武器，其主要武器供應國是中華人民共和國、朝鮮民主主義人民共和國、利比亞和敘利亞。在1990—1991年海灣戰爭期間，AK-63再度被伊拉克軍隊所使用，部份步槍後來在1990年代伊拉克暴亂期間落入庫爾德人和什葉派民兵手上。
AK-63也曾出口到桑定民族解放陣線執政期間的尼加拉瓜，並於1980年代被他們用來對付康特拉。大量的AK-63還於1984—1985年間被供應給薩爾瓦多的馬蒂民族解放陣線黨。冷戰結束後，大量AK-63落入索馬里和贊比亞等國的武裝份子手上。克羅地亞也在獨立戰爭期間購入了AK-63。經圖片核實，AK-63目前是敘利亞和伊拉克的庫爾德人民保護部隊（YPG）、婦女保護部隊（YPJ）和庫爾德工人黨（PKK）的主力步槍之一。
1985年，美國槍械商卡斯納爾（Kassnar）進口了AK-63的半自動民用版本供平民購買，這些武器被命名為SA-85M，直到1989年攻擊武器禁令生效後被聯邦政府禁止進口。由於在1989年之前只有7,000把禁令前SA-85M進口，故它們現在已成為了收藏品，售價並可達到1,500美元甚至更昂貴。SA-85M的後禁令版本具備一個拇指孔槍托，在進口數年後即停產。不過近年有一些美國公司生產了一些以美國製機匣配以匈牙利配件的仿製版。

## 衍生型
- AK-63F （匈牙利軍隊命名為AMM）： 以蘇聯AKM為原型的固定槍托版。
- AK-63D（匈牙利軍隊命名為AMMS）：以蘇聯AKMS為原型的金屬摺疊槍托版。
- AK-63MF：AK-63D的現代化版本。
- SA-85M：出口美國的半自動民用版。
- SA-2000S：《聯邦攻擊武器禁令》期間的單排彈匣版本，只供應美國市場出售。

### AK-63MF
匈牙利國防軍目前已為他們的7,700把AK-63升級至現代化水平，這些現代版本被命名為“AK-63MF”。
改進的項目包括改用皮卡汀尼導軌護木、CAA公司的伸縮槍托、新的手槍握把、加裝M320榴彈發射器、前握把、紅點鏡／光學瞄準鏡及AN/PEQ-2雷射瞄準器等。

## 使用者
- 阿富汗伊斯兰共和国[4]
  - 阿富汗國民軍
  - 阿富汗內務部
- 薩爾瓦多
- 匈牙利
  - 匈牙利國防軍：目前的主力制式步槍，將被CZ布倫2型所取代。[5]
- 伊朗：1980年代兩伊戰爭期間自伊拉克軍繳獲。[6]
- 伊拉克[7]
- 印度
- 尼加拉瓜
- 罗贾瓦
- 斯洛維尼亞[8]
- [9]
- 尚比亞
- 辛巴威

### 非國家團體
- 伊斯蘭國[10]
- 庫爾德工人黨
- 坦米爾伊拉姆猛虎解放組織

## 圖片

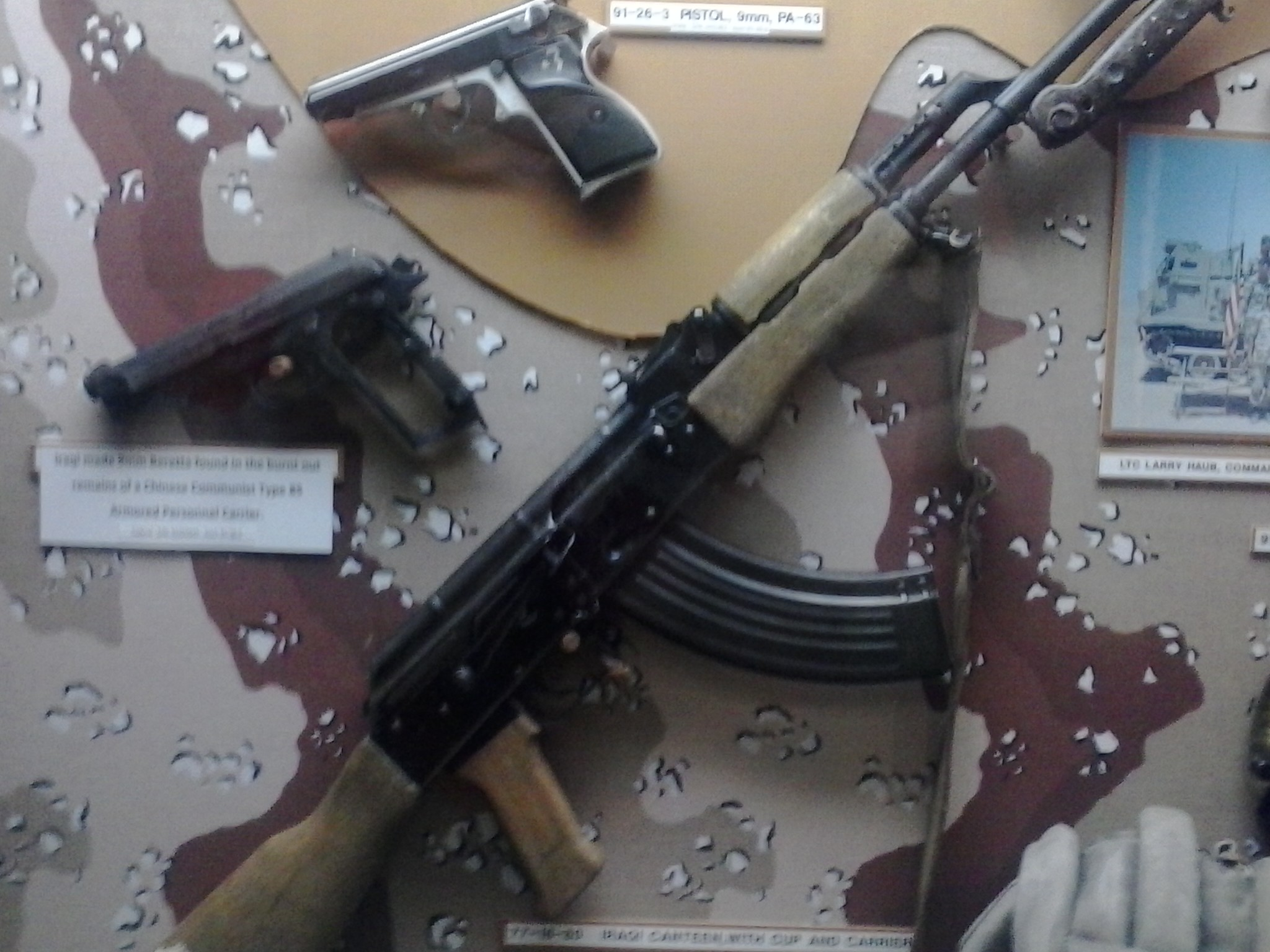
海灣戰爭期間被美軍繳獲的武器
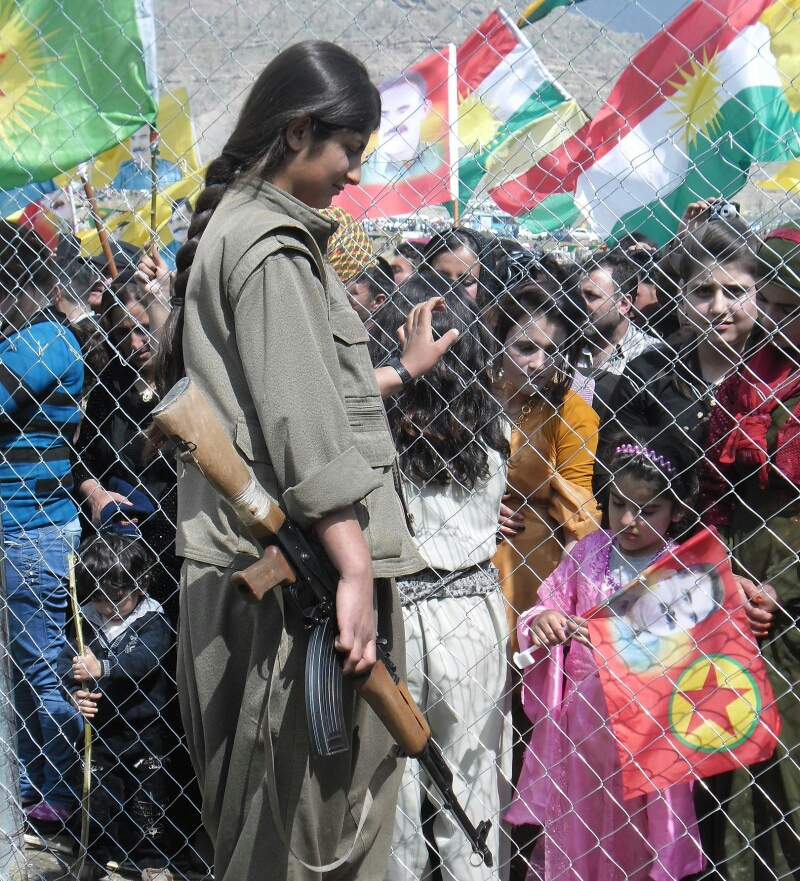
手持AK-63的庫爾德工人黨戰士

## 外部連結
- Weapons of the FMLN-Part Two: The Logistics of an Insurgency By Lawrence J. Whelan